# Militäruniversität Weliko Tarnowo

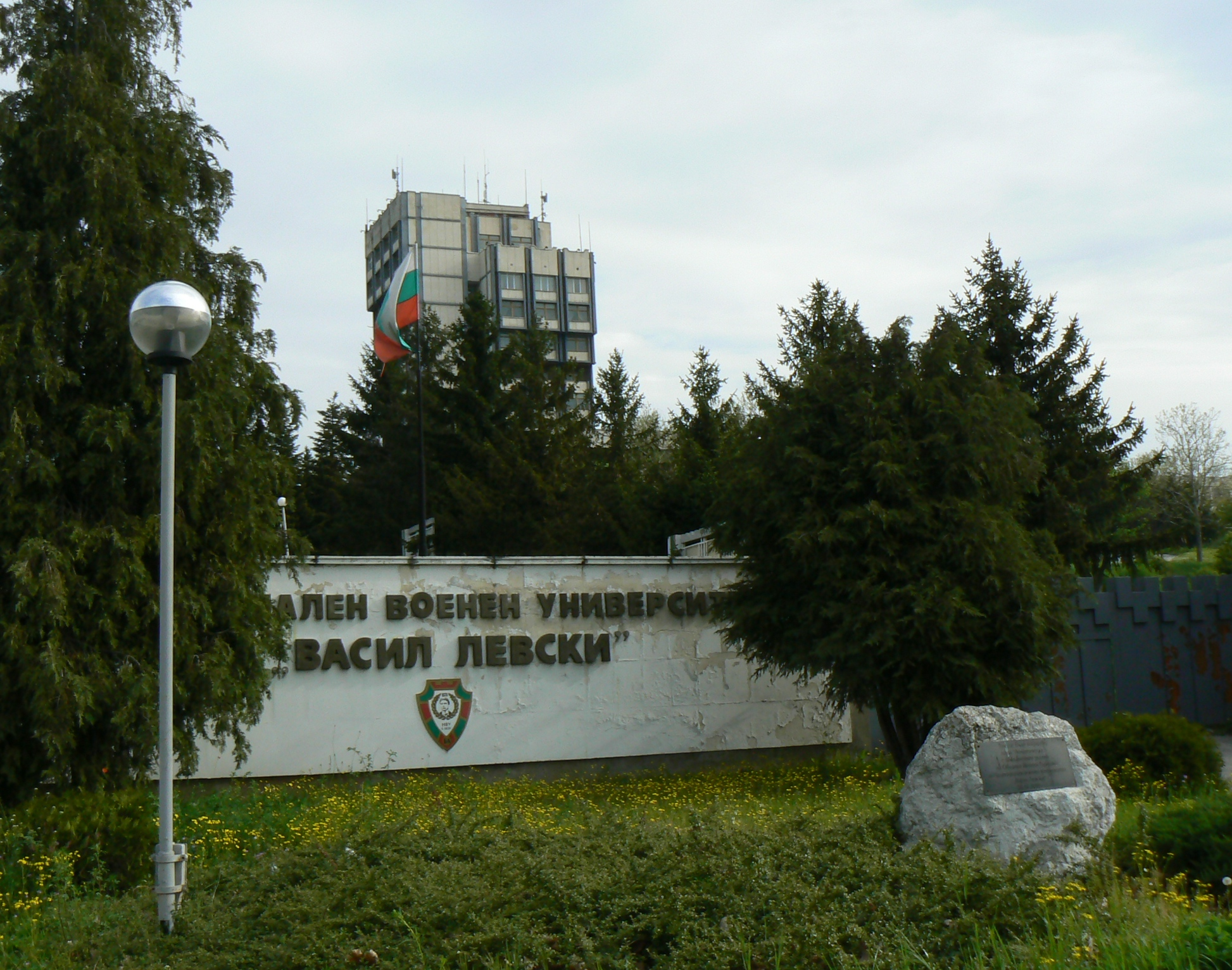
Militäruniversität Weliko Tarnowo

Die Militäruniversität „Wasil Lewski“ Weliko Tarnowo (bulgarisch Националният военен университет "Васил Левски", Nazionalinijat Wojenen Uniwersitet "Wasil Lewski") ist eine am 8. Mai 1878 (in bulgarischen Hauptstadt Sofia) als Militärschule gegründete Universität in Weliko Tarnowo, Bulgarien.

## Fakultäten
- Fakultät für Militär Weliko Tarnowo
  - sieben Abteilungen
- Fakultät für Artillerie Schumen
  - fünf Abteilungen
- Fakultät für Luftfahrt Dolna Mitropolija
  - fünf Abteilungen

## Absolventen
(Auswahl)
- Boris III. (Bulgarien)
- Kyrill von Bulgarien
- Petar Mladenow